# توماس إف. كونواي
توماس إف. كونواي هو محامي وسياسي أمريكي، ولد في 4 مايو 1862 في مقاطعة إيسيكس في الولايات المتحدة، وتوفي في 10 نوفمبر 1945. نشط حزبياً في الحزب الديمقراطي. وقد انتخب نائب حاكم نيويورك ‏.